# Liste der Naturdenkmale in Schwieberdingen
| Naturdenkmale | Anzahl |
| ------------- | ------ |
| FND           | 15     |
| END           | 21     |
| Gesamt        | 36     |

Die Liste der Naturdenkmale in Schwieberdingen nennt die verordneten Naturdenkmale (ND) der im baden-württembergischen Landkreis Ludwigsburg liegenden Gemeinde Schwieberdingen. In Schwieberdingen gibt es insgesamt 36 als Naturdenkmal geschützte Objekte, davon 15 flächenhafte Naturdenkmale (FND) und 21 Einzelgebilde-Naturdenkmale (END).
Stand: 31. Oktober 2016.

## Flächenhafte Naturdenkmale (FND)
| Name                                            | Bild | Kennung     | Einzelheiten    | Position | Fläche Hektar | Datum        |
| ----------------------------------------------- | ---- | ----------- | --------------- | -------- | ------------- | ------------ |
| Baumgruppe „Ehem. Vöhinger Kirchle“             |      | 81180670012 | Schwieberdingen | ⊙        | 0,4           | 7. Juli 1989 |
| Baumgruppe Schwerwiesen                         | BW   | 81180670011 | Schwieberdingen | ⊙        | 0,1           | 7. Juli 1989 |
| Ehem. Steinbruch im Brühl                       | BW   | 81180670036 | Schwieberdingen | ⊙        | 0,4           | 2. Apr. 1993 |
| Ehemaliger Steinbruch „Bocksländer“             | BW   | 81180670016 | Schwieberdingen | ⊙        | 1,8           | 7. Juli 1989 |
| Feldgehölz „Heimberg“                           | BW   | 81180670026 | Schwieberdingen | ⊙        | 2,4           | 7. Juli 1989 |
| Feldgehölze „Katzenloch“                        | BW   | 81180670015 | Schwieberdingen | ⊙        | 0,7           | 7. Juli 1989 |
| Feuchtgebiet „Markt“                            | BW   | 81180670002 | Schwieberdingen | ⊙        | 0,7           | 7. Juli 1989 |
| Gehölzgruppe „Markt“                            | BW   | 81180670003 | Schwieberdingen | ⊙        | 0,4           | 7. Juli 1989 |
| Magerrasen im Münchinger Tal                    | BW   | 81180670035 | Schwieberdingen | ⊙        | 2,6           | 7. Juli 1989 |
| Obstbaumreihen                                  | BW   | 81180670019 | Schwieberdingen | ⊙        | 0,5           | 7. Juli 1989 |
| Pflanzenstandort „Felsenberg I“                 | BW   | 81180670004 | Schwieberdingen | ⊙        | 1,4           | 7. Juli 1989 |
| Pflanzenstandort „Felsenberg II“                                                | BW   | 81180670005 | Schwieberdingen | ⊙        | 0,6           | 7. Juli 1989 |
| Pflanzenstandort „Paradies“                     | BW   | 81180670018 | Schwieberdingen | ⊙        | 0,2           | 7. Juli 1989 |
| Pflanzenstandort „Wannengraben“                 | BW   | 81180670027 | Schwieberdingen | ⊙        | 1,4           | 7. Juli 1989 |
| Silberweiden u. Feuchtgebiet beim Landesbrunnen | BW   | 81180670028 | Schwieberdingen | ⊙        | 0,1           | 7. Juli 1989 |
| Legende für Naturdenkmal                        |      |             |                 |          |               |              |

## Einzelgebilde (END)
| Name                              | Bild | Kennung     | Einzelheiten    | Position | Fläche Hektar | Datum        |
| --------------------------------- | ---- | ----------- | --------------- | -------- | ------------- | ------------ |
| Kastaniengruppe (3 Roßkastanien)  | BW   | 81180670024 | Schwieberdingen | ⊙        | 0,0           | 7. Juli 1989 |
| 1 Birnbaum                        | BW   | 81180670013 | Schwieberdingen | ⊙        | 0,0           | 7. Juli 1989 |
| 1 Esche                           | BW   | 81180670010 | Schwieberdingen | ⊙        | 0,0           | 7. Juli 1989 |
| 1 Esche                           | BW   | 81180670017 | Schwieberdingen | ⊙        | 0,0           | 7. Juli 1989 |
| 1 Kopfweide an der Glems          | BW   | 81180670025 | Schwieberdingen | ⊙        | 0,0           | 7. Juli 1989 |
| 1 Kopfweide                       | BW   | 81180670001 | Schwieberdingen | ⊙        | 0,0           | 7. Juli 1989 |
| 1 Mostbirnbaum                    | BW   | 81180670006 | Schwieberdingen | ⊙        | 0,0           | 7. Juli 1989 |
| 1 Mostbirnbaum                    | BW   | 81180670020 | Schwieberdingen | ⊙        | 0,0           | 7. Juli 1989 |
| 1 Mostbirnbaum                    | BW   | 81180670021 | Schwieberdingen | ⊙        | 0,0           | 7. Juli 1989 |
| 1 Mostbirnbaum                    | BW   | 81180670022 | Schwieberdingen | ⊙        | 0,0           | 7. Juli 1989 |
| 1 Mostbirnbaum                    | BW   | 81180670023 | Schwieberdingen | ⊙        | 0,0           | 7. Juli 1989 |
| 1 Mostbirnbaum                    | BW   | 81180670029 | Schwieberdingen | ⊙        | 0,0           | 7. Juli 1989 |
| 1 Mostbirnbaum                    | BW   | 81180670030 | Schwieberdingen | ⊙        | 0,0           | 7. Juli 1989 |
| 1 Mostbirnbaum                    | BW   | 81180670031 | Schwieberdingen | ⊙        | 0,0           | 7. Juli 1989 |
| 1 Mostbirnbaum                    | BW   | 81180670033 | Schwieberdingen | ⊙        | 0,0           | 7. Juli 1989 |
| 1 Mostbirnbaum                    | BW   | 81180670034 | Schwieberdingen | ⊙        | 0,0           | 7. Juli 1989 |
| 1 Sommerlinde „Kaiserlinde“       | BW   | 81180670007 | Schwieberdingen | ⊙        | 0,0           | 7. Juli 1989 |
| 1 Sommerlinde                     | BW   | 81180670008 | Schwieberdingen | ⊙        | 0,0           | 7. Juli 1989 |
| 1 Stieleiche „Luthereiche“        |      | 81180670009 | Schwieberdingen | ⊙        | 0,0           | 7. Juli 1989 |
| 2 Mostbirnbäume                   | BW   | 81180670014 | Schwieberdingen | ⊙        | 0,0           | 7. Juli 1989 |
| 2 Sommerlinden (Katharinenlinden) |      | 81180670032 | Schwieberdingen | ⊙        | 0,0           | 7. Juli 1989 |
| Legende für Naturdenkmal          |      |             |                 |          |               |              |